# Teorema di May
Il teorema di Kenneth May è un importante contributo alla teoria della scelta sociale. Il teorema dichiara che, se la scelta del gruppo è limitata solo a due alternative, la regola della votazione a maggioranza semplice o relativa costituisce una regola di scelta sociale che soddisfa un set di requisiti ragionevoli. Il teorema di impossibilità di Arrow non si applica, in quanto richiede che la scelta avvenga almeno fra tre alternative.

## Definizione
Il sistema di voto per maggioranza relativa è un esempio di regola di scelta sociale: una regola che associa ad una lista di scelte individuali l'esito risultante.
Formalmente, il sistema di voto per maggioranza relativa assegna +1 se e solo se
N+1(d1, d2, ..., dn) > ½[N+1(d1, d2, ..., dn) + N−1(d1, d2, .., dn)].
O in altre parole: la scelta vincitrice è quella per cui il numero di voti è maggiore della metà del numero di individui che non sono indifferenti tra le due scelte, ovvero che votano. Questo è in contrasto con il sistema di voto a maggioranza assoluta, dove la vincitrice è l'opzione che raccoglie più della metà dei voti.
O formalmente, il sistema di voto per maggioranza assoluta assegna +1 se e solo se:
N+1(d1, d2, .., dn) > n/2.
La differenza è chiarificata dal significato di questo esempio.
Supponiamo D = (+1, +1, +1, 0, 0, −1, −1), la distribuzione dei voti. Applicando semplicemente il sistema di voto maggioritario abbiamo +1 come opzione vincente, applicando il sistema della maggioranza assoluta otteniamo 0, con l'indifferenza tra le opzioni.